# 日比野拓
日比野 拓（ひびの たく、1972年 - ）は、日本の建築デザイナー。日比野設計代表取締役会長。保育園や幼稚園などの幼児施設建築の第一人者。
神奈川県鎌倉市出身。自身が立ち上げたブランド「幼児の城」による建築が国内外から高く評価されている。関わった幼児施設の設計は国内で600、国外で40を超える。
建築設計者として活躍するだけでなく、大学と連携して設計事例のフォローアップとしての調査研究も行っており共著論文も多数。
2020年には自らの保育園『KIDS SMILE LABO』も設立し、現在は厚木市で一番入園困難な保育園となっている
2018年には地産地消とオーガニックがコンセプトのレストラン2343を立ち上げ、現在は2343FOODLABOと2343DEPARTMENTの3店舗展開している
地域創生活動も積極的に行っており、その一つは海老名駅前で開催しているICHIGO MARCHE(イチゴマルシェ)がある。
子供用の家具で良い物が無かった事から自分達でデザインして製造する為にKIDS DESIGN LABOを設立
講演やセミナー活動も積極的で国内外で年間20回ほど行っており人気の講師となっている。

## 著書

### 共著
- 日比野設計『幼児の城 (4)』日比野拓（監修）、アトム、2006年2月1日。OCLC 675471853。ISBN 4434075675、ISBN 9784434075674。
- 日比野設計『世界でたったひとつの園舎づくり (幼児の城 5)』日比野拓（監修）、アトム、2009年2月1日。OCLC 676081413。ISBN 4434127853、ISBN 9784434127854。
- 日比野設計『愛される園舎のつくりかた (幼児の城 6)』日比野拓（監修）、アトム、2013年5月1日。OCLC 857919622。ISBN 4434178458、ISBN 9784434178450。
- 日比野設計『笑顔がいっぱいの園舎づくり(幼児の城 7)』日比野拓（監修）、星雲社、2016年7月22日。OCLC 957508811。ISBN 4434221868、ISBN 9784434221866。
- 『The World Designed for Children』Taku Hibino、Images社、2024年4月2日。ISBN 1864708875 ISBN 978-1864708875
- 行動観察調査との誤差を少なくするための3 点測量の範囲に関する研究、日本建築学会、著者、山田裕大、 今野隆哉、 日比野拓、 西本雅人
- 保育施設におけるアロマの保育的効果に関する研究　アンケート比較から見るアロマ設置前後の保育室の印象の差、日本建築学会、著者、梅田皓史、西本 雅人、日比野 拓
- 子どもの基礎運動能力が向上するための遊び環境づくりに関する研究 その7　特定の場所に誘発されやすい動作から見た遊び環境の要素に関する研究、日本建築学会、著者、山口仰、西本雅人、櫻井安積、日比野拓
- 内装木質化の保育室に関する保育者による評価　保育室の内装木質化による保育への効果に関する研究、日本建築学会、著者、西本雅人、河合慎介、今井正次、日比野拓